# Fitz József (művelődéstörténész)
Fitz József (Oravicabánya, 1888. március 31. – Budapest, 1964. szeptember 12.) könyvtáros, nyomdászattörténész, 1934 és 1945 között az Országos Széchényi Könyvtár főigazgatója.

## Életpályája
1906–11 között Budapesten és több külföldi egyetemen tanult. 1913-ban bölcsészdoktori oklevelet, 1932-ben a pécsi Erzsébet Tudományegyetemen magántanári képesítést szerzett. 1914-től Budapesten az Egyetemi Könyvtárban dolgozott. 1934-től 1945-ig az Országos Széchényi Könyvtár (OSZK) főigazgatója volt. 1946-ban nyugdíjba vonult, ám még évekig szaktanácsadóként tevékenykedett. 1957-ben lett az irodalomtudományok kandidátusa.
Szakirodalmi munkássága igen jelentős; nevéhez fűződik a Nemzeti Bibliográfia újjászervezése.

## Emlékezete
Tiszteletére alapították 1988-ban a Fitz József-könyvdíjat.
Az Új köztemetőben található sírját a Nemzeti Emlékhely és Kegyeleti Bizottság 2005-ben védetté nyilvánította.

## Főbb művei

### Szépirodalom
- Az új levél novellák (Budapest, 1911)

### Szakirodalom
- A könyv története (Budapest, 1930)
- A pécsi püspöki könyvtár egy eltűnt kódexe (Pécs, 1932)
- Hess András, a budai ősnyomdász (Budapest, 1931)
- Gutenberg (Budapest, 1940)
- Mátyás király a könyvbarát. Mátyás király emlékkönyv születésének ötszázéves fordulójára II. köt. 209. (Budapest, 1940)
- A könyv sorsa Erdélyben (Budapest, 1941)
- A magyar nyomdászat 1848–49 (Budapest, 1948)
- A könyv és a könyvtárak története (Budapest, 1951)
- A magyar nyomdászat, könyvkiadás és könyvkereskedelem története (I –II. Budapest, 1959)
- A magyar könyv története 1711-ig (Budapest, 1959–67) MEK
- Brassai Sámuel (Budapest, 1911)